# Stadtwerke Weimar

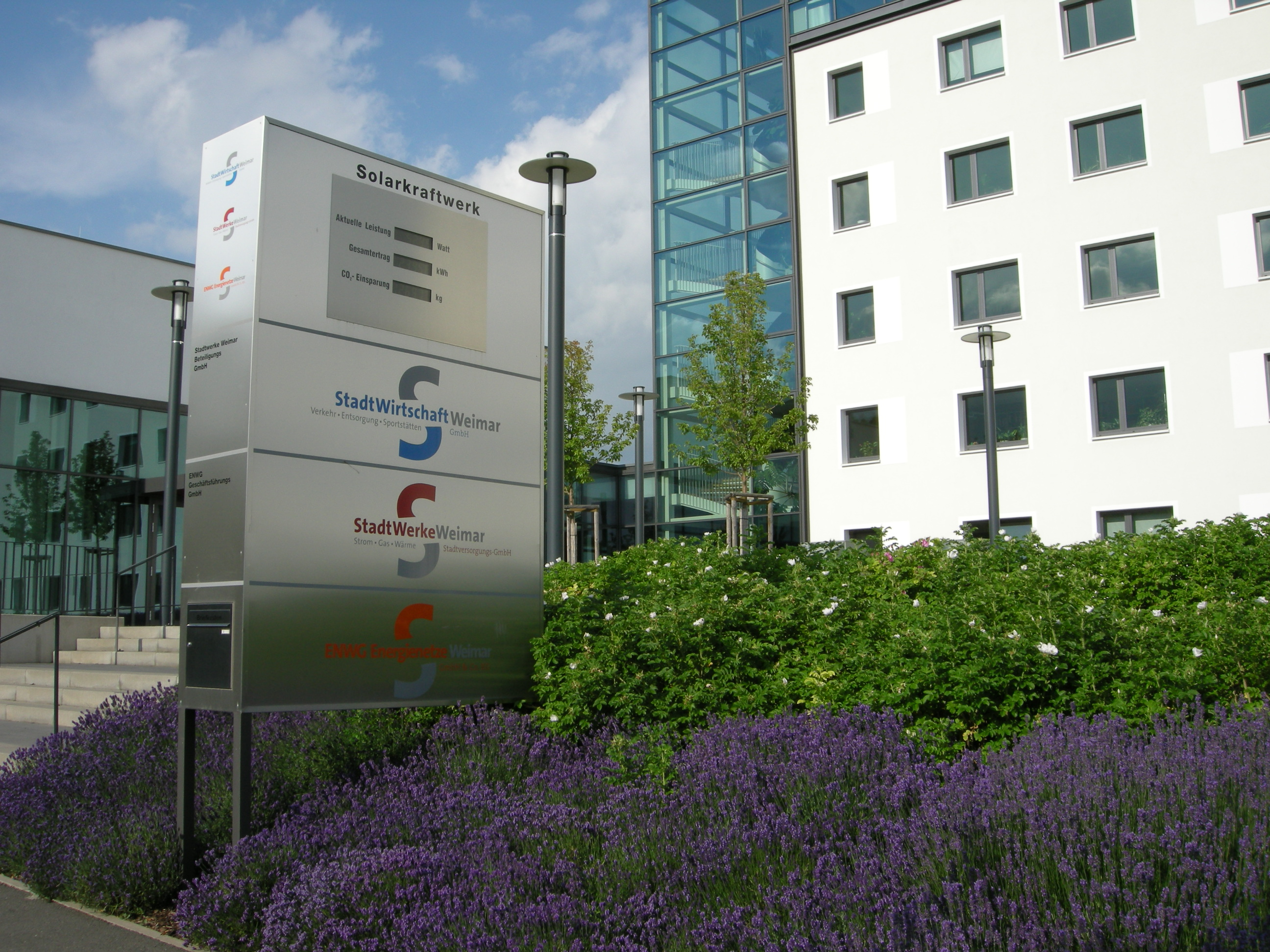
Firmenzentrale

Die Stadtwerke Weimar Stadtversorgungs-GmbH (SWW) ist eine Unternehmung mit kommunaler Beteiligung. Seit 2005 befindet sich der Firmensitz in der Industriestraße 14 im Gewerbegebiet Weimar-Nord. Die Stadtwerke Weimar sind eine Tochtergesellschaft der Holding Stadtwirtschaft Weimar GmbH.

## Struktur und Beteiligungen
Die Stadtwirtschaft Weimar GmbH (SWG) hält als Konzernmutterunternehmen 75 % der Anteile an der SWW Beteiligungs-GmbH. 25 % hält die Regensburger Energie- und Wasserversorgung AG & Co KG (REWAG). Die Stadtwerke Weimar Beteiligungs-GmbH sind mit 51 % mehrheitlich am Stammkapital der SWW beteiligt. 49 % entfallen auf die Thüringer Energie AG

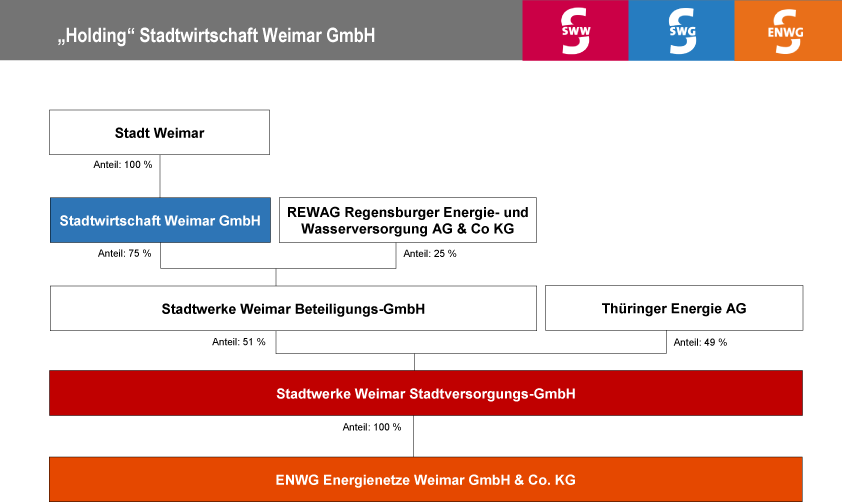
Grafik Holding

Die SWW errichtete zum Zwecke des Betriebes von Versorgungsnetzen der Elektrizitäts- und Gasversorgung in Weimar mit Gesellschaftsvertrag vom 15./23. August 2005 die ENWG Energienetze Weimar GmbH & Co. KG (ENWG).

## Produkte
- Strom
  - Ökostrom
- SWW Blockheizkraftwerke
- Gas
- Fernwärme

Im Bereich Fernwärme haben die Stadtwerke Weimar in der Heizperiode Winter 2022/2023 bundesweit die höchsten Arbeitspreise verzeichnet, mit einem Arbeitspreis von bis zu 51,9 Cent netto pro kWh. Ursächlich dafür ist die angewandte Preisanpassungsklausel, die zu ca. 84 % von einem Börsenpreis für Erdgas, und nur zu ca. 5 % von den Verbraucherpreisen am Wärmemarkt beeinflusst wird.

## Sponsoring
Die Stadtwerke Weimar GmbH engagiert sich mit ihren Sponsoringaktivitäten für soziale, kulturelle und sportliche Einrichtungen, Vereine und Veranstaltungen in und um Weimar. Unterstützt werden Kindergärten, Jugend- und Sporteinrichtungen, Schulen, aber auch kulturelle Veranstaltungen wie z. B. die Entente Florale und der traditionelle Zwiebelmarkt.

## Belege
1. 1 2  Geschäftsbericht 2011 der Stadtwerke Weimar (Memento des Originals vom 26. Juni 2015 im Internet Archive)  Info: Der Archivlink wurde automatisch eingesetzt und noch nicht geprüft. Bitte prüfe Original- und Archivlink gemäß Anleitung und entferne dann diesen Hinweis. (PDF; 3,5 MB)
2. ↑  Werner Siepe: Hohe Fernwärmepreise in Deutschland - So kann die Wärmewende nicht gelingen -. In: fernwaerme-hochdahl.de. fernwaerme-hochdahl.de, Februar 2024, abgerufen am 28. Februar 2024.
3. ↑  Preisblätter Fernwärme Anschlussstation Eigentum SWW. In: sw-weimar.de. Stadtwerke Weimar Stadtversorgungs-GmbH, Januar 2024, abgerufen am 28. Februar 2024.
4. ↑  Vinzenz Neumaier: Heizungsstreit: Fernwärmekunden droht ein finanzielles Desaster. 3. Juli 2023, abgerufen am 28. Februar 2024.

Koordinaten: 50° 59′ 50″ N, 11° 19′ 30,1″ O